# Ardindrean
Ardindrean  is een gehucht dat ligt op de westelijke oevers van Loch Broom in Ross and Cromarty in de Schotse Hooglanden.